# Мимович, Огнен
О́гнен Ми́мович (серб. Огњен Мимовић; род. 17 августа 2004, Горни-Милановац, Моравичский округ) — сербский футболист, защитник турецкого клуба «Фенербахче».

## Клубная карьера
Мимович — воспитанник клубов «Металац» и «Црвена звезда». В 2023 году игрок был включён в заявку команды на сезон. Летом того же года Мимович на правах аренды перешёл в ОФК. 20 августа в матче против «Единства» он дебютировал в Первой лиге Сербии. По окончании аренды Огнен вернулся в «Црвену звезду». 24 февраля 2024 года в матче против «Чукарички» он дебютировал в сербской Суперлиге. По итогам сезона игрок помог команде выиграть чемпионат и завоевать Кубок Сербии.
В начале 2025 года Мимович перешёл в турецкий «Фенербахче», подписав контракт на четыре года, после чего сразу же был отдан в полугодичную аренду в петербургский «Зенит». 
8 марта 2025 года дебютировал за «Зенит» в матче чемпионата против «Факела», выйдя на замену за 20 минут до конца матча. 

## Достижения
Клубные
 «Црвена звезда»
- Чемпион Сербии: 2023/24
- Обладатель Кубка Сербии: 2023/24

 ОФК
- Победитель Первой лиги Сербии: 2023/24